# Ceyssat
Ceyssat település Franciaországban, Puy-de-Dôme megyében. Lakosainak száma 694 fő (2022. január 1.). Ceyssat Mazaye, Nébouzat, Olby, Orcines, Saint-Genès-Champanelle és Saint-Ours községekkel határos.

## Népesség
A település népességének változása:
| Lakosok száma | 673  | 690  | 703  | 693  | 695  | 691  | 691  | 692  | 694  |
|               | 2013 | 2015 | 2016 | 2017 | 2018 | 2019 | 2020 | 2021 | 2022 |